# Арена Загреб
«Арена Загреб» (хорв. Arena Zagreb) — спортивная арена в Загребе, Хорватия, построена в декабре 2008 года для проведения игр чемпионата мира по гандболу 2009 года.

## Информация
«Арена Загреб» является частью мультифункционального комплекса, в который также входят кинотеатр и торговый центр. Расположена к юго-востоку от центра Загреба. Является одной из достопримечательностей современной столицы Хорватии. Это обусловлено тем, что опорные стойки стадиона представлены в своеобразных стрелах, которые могут светиться разными цветами, создавая своеобразные переливы. К тому же рядом с крытым стадионом располагаются торговый центр и кинотеатр.
Здание было построено в 2008 году. Вместимость варьируется от 15 200 до 24 000 мест.
Арена Загреб используется для проведения хоккейных матчей, а также лёгкой атлетики, гимнастики, баскетбола, мини-футбола, гандбола и фигурного катания. Помимо этого здесь проводятся концерты, выставки, ярмарки, съезды, конгрессы и т.д

## Соревнования
- 2009 — чемпионат мира по гандболу среди мужчин (16 января — 1 февраля)
- 2012 — чемпионат Европы по мини-футболу (31 января — 11 февраля)
- 2016 — финал Кубка Дэвиса — командного теннисного турнира (25—27 ноября)
- 2018 — чемпионат Европы по гандболу среди мужчин (12—28 января)
- 2022 - Группа А второго дивизиона чемпионата мира по хоккею с шайбой 2022 года

## Домашняя команда
Арена Загреб является домашней для хорватского гандбольного клуба «Загреб». Также здесь проводит отдельные матчи хоккейный клуб «Медвешчак».